# Ourisia lactea
Ourisia lactea är en grobladsväxtart. Ourisia lactea ingår i släktet Ourisia och familjen grobladsväxter.

## Underarter
Arten delas in i följande underarter:
- O. l. drucei
- O. l. lactea